# La Salle (Colorado)
Pour les articles homonymes, voir La Salle.
La Salle est une ville américaine située dans le comté de Weld dans le Colorado.
Selon le recensement de 2010, La Salle compte 1 955 habitants. La municipalité s'étend sur 0,89 milles carrés (2,31 km2).
La ville est nommée par le Union Pacific Railroad en l'honneur de la LaSalle Street Station à Chicago.

## Démographie
| 1920 | 1930 | 1940 | 1950 | 1960  | 1970  |
| ---- | ---- | ---- | ---- | ----- | ----- |
| 460  | 564  | 755  | 797  | 1 070 | 1 227 |

| 1980  | 1990  | 2000  | 2010  | - | - |
| ----- | ----- | ----- | ----- | - | - |
| 1 929 | 1 783 | 1 849 | 1 955 | - | - |